# تل الكوع
تل الكوع هو تل وموقع أثري يقع بعزبة تل االرخم، بمركز التل الكبير محافظة الإسماعيلية، مصر.

## الموقع
يقع التل جنوب قرية القصاصين الجديدة على بعد حوالي 10 كم، وجنوب عزبة أم مشاق على بعد حوالي 2 كم. ويقع على طول مجرى وادي الطميلات.

## التاريخ
يرجع تاريخها إلى عصر الانتقال الثاني خلال عصر الهكسوس إذ تم الكشف عن مساكن ذات بناء من الطوب اللبن ومقابر ذات بناء من الطوب مزخرفة وذات كرانيش من الخارج وجدت فيها جعارين وتمائم وفخار وهياكل عظمية، وقد تشير كثرة ما كُشِفَ عنه إلى أن الهكسوس قد أقاموا مدينة ترجع إلى عصر تل اليهودية.